# 西川伸司
西川 伸司（、1964年10月2日 - ）は、日本の漫画家、キャラクターデザイナー。京都府出身。代表作に『YAT安心!宇宙旅行』、『土偶ファミリー』、『じじばばファイト！』、『青い海のサシミ』がある。

## 略歴
1971年、小学1年生当時に『ゴジラ対ヘドラ』を見て夏休みの宿題の絵日記にヘドラを描くほど夢中となる。また、ウルトラシリーズの初期放送当時は「怪獣博士」と呼ばれていた。特撮ブームが終わるとそれに代わってアニメに夢中となり、高校卒業後はアニメーターになろうと考え始めるが、言われた通りの絵を描くだけでは満足できなくなる西川の性格を熟知していた父から大学進学を強く勧められ、1983年に同志社大学へ入る。それまでオタク的な世界は苦手だったが、たまたま覗いた漫画研究会が実際には特撮マニアだらけだったことから、自身もゴジラシリーズをゆるくマニアックな見方ができるようになる。
1986年、漫画家を目指して『ゴジラ伝説』を自費出版し、同人誌業界だけでなく大手の出版社からも注目を集める。同人誌界でのペンネームは「MASH」。なお、『ゴジラ伝説』は初版時点で500部だったが、後述の商業漫画デビュー時点で5,500部まで部数を伸ばしている。
地元の同人誌即売会にて知り合ったサークルに相乗りし、コミックマーケットでもデビュー。まもなく、『週刊少年サンデー』（小学館）の同人誌グランプリにて入賞するが1作を仕上げただけで頓挫した後、ゲーム会社でのアルバイトを経て講談社から声をかけられ、1988年に『月刊少年マガジン』連載の『土偶ファミリー』で商業漫画家としてデビュー。なお、同作品は土偶の説明資料として大英博物館に展示されている。
フリーライター・編集者の聖咲奇はゲーム会社当時の先輩の兄であり、商業漫画デビュー当時は近所に住んでいたことから時々呼ばれ、彼のAmigaでCGデータを作っていた。ある日、聖の同僚を通じて彼の友人（シカゴ在住）から『ゴジラ伝説』の在庫について問われたことがきっかけで、聖の同僚とつながっていた川北紘一が特技監督を務める『ガンヘッド』（1989年公開）の撮影現場にて初対面を果たす。『遠い海から来たCOO』の実写映画化（後に中止）に際して「かわいい恐竜のデザインを」との相談に応じるべく、いくつか描いた恐竜のスケッチと『ゴジラ伝説』を持って撮影所へ行ったところ、川北には前者よりも後者に興味を持たれたうえ、自身も現場を見学できたことに喜ぶだけで終わったが、約半年後に『ゴジラvsビオランテ』（1989年公開）を撮影中だった川北から電話で撮影所へ呼び出され、「どうしてもビオランテの最終形態に納得がいかないので、スーツを発注する関係上3日以内で描いてくれ」との依頼を受ける。これ以降、東宝製作の特撮映画におけるキャラクターデザインや絵コンテも手がけるようになる。
特撮テレビドラマ『ウルトラマンギンガ』（2013年放送）以降、ウルトラシリーズの画コンテも手がける。
2022年1月22日から同年2月13日まで、西川の漫画作品を中心とした初の原画展「西川伸司原画展 FANTASTIC SPACE!」が開催された。それと同時に西川の画業33周年を記念し、『メモリアル図録画集』の発行を目標としたクラウドファンディングが実施された。

## 人物
父が油絵の心得があるうえ、印刷業を営んでいた影響から自身も絵を描くようになり、幼少期は印刷ミスの綴などでパラパラマンガを描くなどしていた。西川は自覚していなかったが、後に漫研の先輩からこれが画力の秘訣であると指摘されたという。また、パラパラマンガを描いていた影響で頭の中で描いた立体的なイメージを自由な角度で描けるようになったといい、後年にはライブドローイングで資料なしに自在な角度で怪獣を描くことに応用している。
絵の影響を受けた人物として、松本零士、安彦良和、湖川友謙、高橋留美子を挙げている。
子供のころから生き物が好きで、生物図鑑で知識を得たり、実際に多数の生き物を飼うなどしており、後に怪獣をデザインする際にも生物としての構造や生態にこだわることが多い。
『ゴジラ伝説』を出版したのは、大学3年生の段階で卒業が難しくなったため、それを大学から知らされた父に城崎温泉への家族旅行中、中退する条件として人に見せられる本を作るように言われたためであった。同書は、商業デビューやゴジラへの関わりにつながるなど、西川の看板作品となった。
着ぐるみの怪獣の魅力について、中に人が入っているから獣より人型に近く、神性や自然の象徴を垣間見ることができる精神性であるとしている。また、CGでは自由度が高い分、実際に自立できるバランスになっていないことも多く、実物としてバランスがとれている着ぐるみの方が生物感を出せるという。一方で、CGのキャラクターに慣れた現代の若者に着ぐるみの魅力を伝えることは難しいと述べている。
王道のキャラクター作りよりも新規性のあるものを好んでおり、ゴジラの平成VSシリーズでは次第にメイン怪獣よりも脇のキャラクターデザインが主になっていった。
ビオランテの当時は造形で実現可能かを考えず自由にデザインしていたが、経験を重ねるにつれて造形や撮影現場が苦労しないよう配慮するようになった。しかし、それにより評価が良くない時期もあり、『ゴジラ×メカゴジラ』の3式機龍ではコンペ形式になったことからも、憤慨して複雑ですぐ壊れそうなパーツが多いものを好きに描いたところ、採用されてスーツの仕上がりもスタッフに喜ばれたことから、「造形に配慮しすぎるのは、勝手に限界とか制約を設けることだ」と考えを改めた。

## 主な漫画作品
- 土偶ファミリー（『月刊少年マガジン』 1988年12月号 - 1993年3月号：全5巻）
- DINOタウン!（『月刊少年マガジン』 1993年12月号 - 1994年4月号：『じじばばファイト!』7巻に収録）
- じじばばファイト!（『月刊少年マガジン』 1994年4月号 - 1999年12月号：全7巻）
- 青い海のサシミ（『マガジンGREAT』 2000年3月号 - 2002年11月号：全2巻）
- YAT安心!宇宙旅行（NHK出版 コミックス書き下ろし：全6巻＋過去編・未来編）
- 新YAT安心!宇宙旅行（同上：全3巻）
- 日本特撮映画師列伝 ゴジラ狂時代(『マガジンGREAT』1999年1月号 - 9月号)
- 日本特撮映画師列伝2 メカゴジラ狂時代(『マガジンGREAT』2000年1月号 - 9月号、2003年1月号)
- 大怪獣バトル ウルトラアドベンチャー（原案：荒木憲一 原作・監修：円谷プロ 協力：バンダイ カード事業部、『ケロケロエース』 2007年8月号（創刊号） - 2008年：全3巻未完）
- 大怪獣バトル ウルトラアドベンチャーNEO（原案：荒木憲一 原作・監修：円谷プロ 協力：バンダイ カード事業部、『ケロケロエース』 2009年2月号 - 2010年）
- まもれ!!亜織ちゃん
- 大怪獣ラッシュ ウルトラフロンティア（WEBコミック 全2話）
- UMAサーカス（『ケロケロエース』 2011年9月号掲載）
- かいじゅうキング ゴジラ（『テレビマガジン』2016年7月号 - 9月号）

## 参加作品

### 特撮映画
- 1989年『ゴジラvsビオランテ』 - デザイン[注釈 3]
- 1991年『ゴジラvsキングギドラ』 - デザイン[注釈 4]
- 1992年『ゴジラvsモスラ』 - デザイン[注釈 5]
- 1993年『ゴジラvsメカゴジラ』 - デザイン[注釈 6]
- 1994年『ヤマトタケル』 - デザイン[注釈 7]
- 1994年『ゴジラvsスペースゴジラ』 - デザイン[注釈 8]
- 1995年『ゴジラvsデストロイア』 - デザイン[注釈 9]
- 1996年『モスラ』 - デザインワークス
- 1997年『モスラ2 海底の大決戦』 - デザインワークス[注釈 10]
- 1998年『モスラ3 キングギドラ来襲』 - デザインワークス[注釈 11]
- 1999年『ゴジラ2000 ミレニアム』 -デザインワークス[注釈 12]
- 2000年『ゴジラ×メガギラス G消滅作戦』 - デザインワーク[注釈 13]
- 2002年『ゴジラ×メカゴジラ』 - デザインワークス[出典 6][注釈 14]
- 2003年『ゴジラ×モスラ×メカゴジラ 東京SOS』 - 画コンテ[25]、デザイン[注釈 15]
- 2004年『ゴジラ FINAL WARS』 - 画コンテ[25]、デザイン[注釈 16]
- 2005年『劇場版 超星艦隊セイザーX 戦え！星の戦士たち』- 画コンテ、デザイン
- 2013年『ウルトラマンギンガ 劇場スペシャル』 - 画コンテ
- 2016年『劇場版 ウルトラマンX きたぞ!われらのウルトラマン』 - 画コンテ

### 特撮テレビドラマ
- 2003年 - 2004年『超星神グランセイザー』（テレビ東京） - デザイン[注釈 17]
- 2004年 - 2005年『幻星神ジャスティライザー』（テレビ東京） - デザイン[注釈 18]
- 2005年 - 2006年『超星艦隊セイザーX』（テレビ東京） - デザイン[注釈 19]
- 2007年 - 2007年『Kawaii! JeNny』(チバテレビ、テレ玉、tvk) - デザイン
- 2013年『ウルトラマンギンガ』（テレビ東京） - 画コンテ[出典 8]
- 2014年『ウルトラマンギンガS』（テレビ東京） - 画コンテ
- 2015年『ウルトラマンX』（テレビ東京） - 画コンテ[25]
- 2016年『ウルトラマンオーブ』（テレビ東京） - 画コンテ[3][25]
- 2017年『ウルトラマンジード』（テレビ東京） - 画コンテ[25][4]
- 2021年『超速パラヒーロー ガンディーン』（NHK） - キャラクターデザイン[28]

### テレビアニメ
- 1996年 - 1998年『YAT安心!宇宙旅行』（NHK） - 原案[22]
- 2017年 - 2018年『闇芝居』（テレビ東京） - 作画[出典 9]
- 2018年『SSSS.GRIDMAN』（TOKYO MXほか） - 怪獣デザイン
- 2021年『SSSS.DYNAZENON』 - 怪獣デザイン
- 2022年『KJファイル』（テレビ東京） - 怪獣デザイン[32]

### 劇場アニメ
- 2023年『グリッドマン ユニバース』 - 怪獣デザイン[33][7][8]

### ゲーム
- 1992年『空想特撮シリーズ ウルトラ作戦 科特隊出撃せよ!』（バンプレスト） - 怪獣デザイン[22]
- 2001年『トイロボフォース』（グローバル・A・エンタテインメント） - キャラクターデザイン[34]
- 2014年『超銀河船団∞-INFINITY-』（エイシス/MAGES./5pb.） - 怪獣デザイン[25]

### その他の参加作品
- 1989年『マリン・エクスプレス』（アジア太平洋博覧会NTTマリンターミナル） - デザイン[22]
- 2008年『親孝行プレイ』（毎日放送） - フィーバマンデザイン
- 2008年『爆乳戦隊パイレンジャー』（エースデュース） - 監督、脚本、アイキャッチイラスト
- 2012年『バ怪獣 ゴメラ』（IDA） - 第3話 監督、脚本[35]
- 2014年『シンジラ（新吉拉）』（台湾マンガ夢工場） - デザイン[25]
- 2015年『暗闇三太』（KBC） - 演出アドバイス
- 2017年『超合金魂MIX メカゴジラ（生頼範義ポスターVer.）』（バンダイ） - 監修[36]

### 未制作作品
- 1989年『遠い海から来たCOO』 - プレシオサウルスデザイン[11][37]
- 1990年『モスラVSバガン』 - バガンデザイン[22]

## テレビ出演
- 忘れじのカルチャー倶楽部 クラッキクロニクル 〜タイムマシンに気をつけろ!〜（2019年7月11日 - 、BSスカパー!） - “番組お抱え絵師”として生放送中にライブドローイングを行っている